# 阿爾丹區

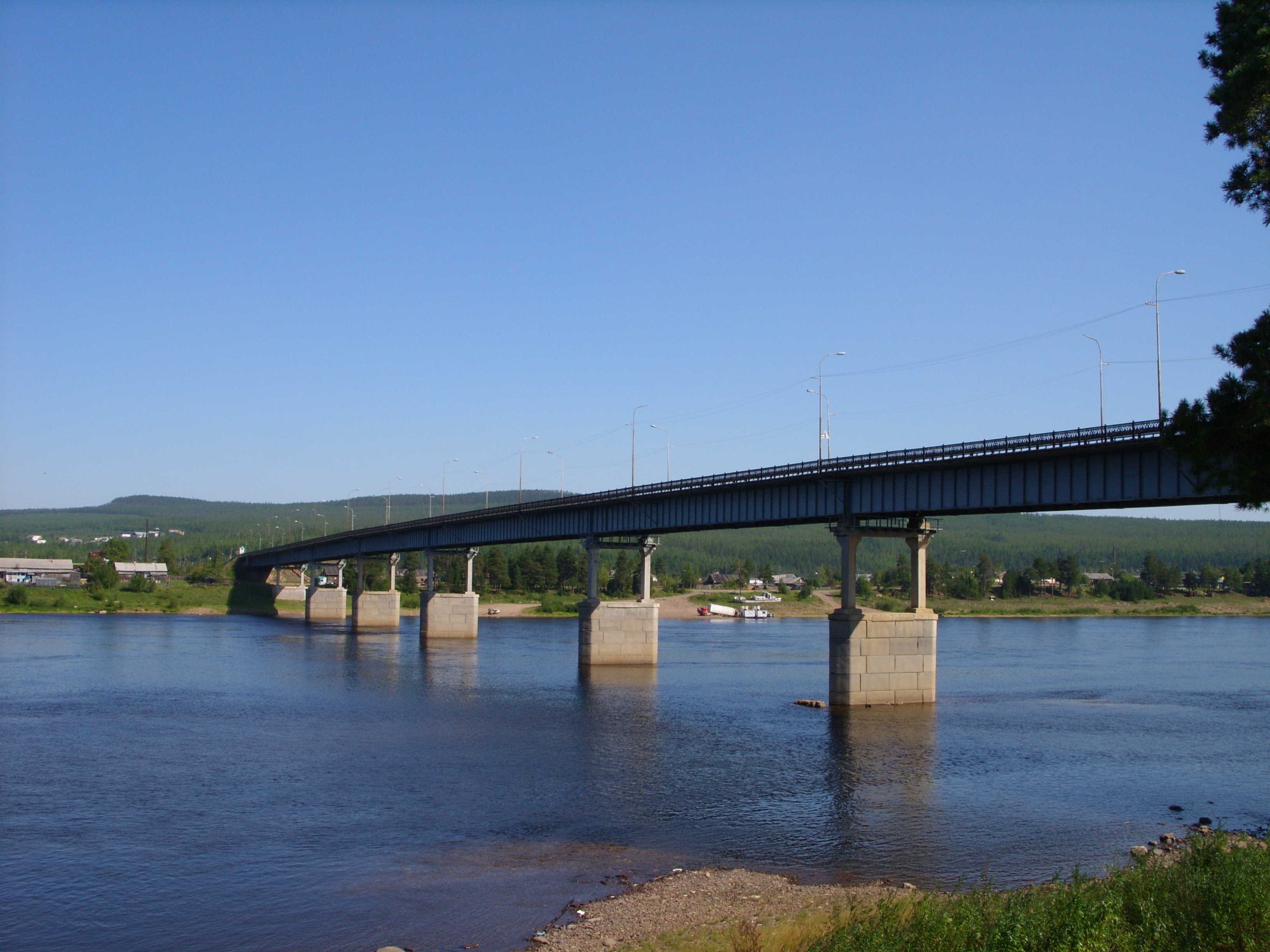

58°40′N 125°21′E / 58.667°N 125.350°E
阿爾丹區（俄语：Алданский район），是俄羅斯的一個區，位於該國東部，由薩哈共和國負責管轄，首府阿尔丹，始建於1930年5月5日，面積156,800平方公里，2010年人口42,632，人口密度每平方公里0.27人。